# Beaumont-en-Véron

Beaumont-en-Véron este o comună în departamentul Indre-et-Loire, Franța. În 1 ianuarie 2022 avea o populație de 2.719 de locuitori.